# Phylloxera caryaeglobuli
Phylloxera caryaeglobuli är en insektsart som beskrevs av Walsh 1863. Phylloxera caryaeglobuli ingår i släktet Phylloxera och familjen dvärgbladlöss. Inga underarter finns listade i Catalogue of Life.